# راي هايوارد
راي هايوارد (بالإنجليزية: Ray Hayward)‏ هو لاعب كرة قاعدة أمريكي، ولد في 27 أبريل 1961 في إنيد في الولايات المتحدة.

## وصلات خارجية
- راي هايوارد على موقعبيزبول رفرنس.كوم (الدوري الرئيسي) (الإنجليزية)
- راي هايوارد على موقع مشجعي الرسوم البيانية (الإنجليزية)